# Ratpenat cuacurt sedós
El ratpenat cuacurt sedós (Carollia brevicauda) és una espècie de ratpenat pròpia de Bolívia, el Brasil, Colòmbia, l'Equador, la Guaiana Francesa, Guyana, Panamà, el Perú, Surinam i Veneçuela.